# Mario Kontny
Mario Kontny (* 7. April 1953; † 17. Januar 2024) war ein deutscher Fußballspieler.
Kontny war zunächst für Wilhelmsburg 09 Hamburg aktiv. Von 1972 bis 1977 spielte Mario Kontny für den SV Werder Bremen in der Fußball-Bundesliga. Seine Bundesligakarriere begann am 7. Spieltag der Saison 1972/73, als er in der Begegnung beim Wuppertaler SV nach 76 Spielminuten von Trainer Josef Piontek für Peter Dietrich eingewechselt wurde. Am 10. Spieltag stand er dann gegen Borussia Mönchengladbach erstmals in der Startaufstellung. In der Fußball-Bundesliga brachte es Kontny, der als Abwehrspieler eingesetzt wurde, auf 76 Bundesligaspiele (drei Tore). In seiner Karriere stand der Verteidiger in elf Spielen des DFB-Pokal auf dem Platz. Er spielte später für den Oberligisten SV Lurup, 1984 verließ er den Verein.
Als Trainer war er in den 1990er Jahren beim Hamburger Bezirksligisten Jahn Wilhelmsburg tätig.